# Ивичест кайман
Ивичестият кайман (Paleosuchus trigonatus) е влечуго от семейство Алигаторови. Още е наричан кайман на Шнайдер по името на германския естествоизпитател Йохан Готлоб Шнайдер.

## Разпространение
Разпространен е в Южна Америка – Боливия, Бразилия, Колумбия, Еквадор, Френска Гвиана, Гвиана, Перу, Суринам и Венецуела.

## Описание
Това е вторият най-малък представител на семейството, след каймана на Кювие. Достига до 2,3 m на дължина.